# Charles Villiers Stanford
Sir Charles Villiers Stanford (Dublin, 30 september 1852 – Londen, 29 maart 1924) was een in Ierland geboren en opgegroeide componist, organist en muziekpedagoog die echter in Engeland werkte en faam verwierf.

## Levensloop
Stanford was een leerling van o.a. Steward, Carl Heinrich Reinecke te Leipzig en Friedrich Kiel aan de Universiteit van de Kunsten in Berlijn. Hij werd op grond van zijn muzikaal talent toegelaten tot de Universiteit van Cambridge op zijn 18e (waar hij promoveerde in 1877) en zich al spoedig een grote reputatie verwierf en tot organist van Trinity College werd benoemd nog voor zijn kandidaatsexamen.
Vanaf 1883 doceerde hij compositie aan het Royal College of Music in Londen en in 1887 werd hij professor in de muziek aan de Universiteit van Cambridge, tot aan zijn dood. Hij was een van de gangmakers van de Engelse muzikale renaissance aan het begin van de twintigste eeuw.
Hij werd vele malen onderscheiden, o.a. met eredoctoraten van de universiteiten van Oxford (1883) en Cambridge (1888) en een verheffing in de adelstand in 1901.
Stanford was de grootste Ierse componist van zijn generatie, een vruchtbaar romanticus, zijn oeuvre omvat bijna 200 werken, voor het overgrote deel groots van opzet; daarnaast was hij een bekwaam (koor) dirigent en een uitstekend pedagoog. Belangrijke studenten van hem waren onder anderen Ralph Vaughan Williams en Gustav Holst.
Hij componeerde in vrijwel iedere muzikale vorm en heeft onder meer zeven symfonieën, tien opera's, vijftien concerten, stukken voor piano, orgel en kamermuziek; en meer dan dertig grote koorwerken voor de kerk geschreven.
Geheel in de traditie van de 19e eeuw hield Stanford zich ook bezig met het genre, pianoconcert. Hij heeft er in zijn totaliteit drie geschreven.
Stanford's werk leeft echter vooral voort in zijn kerkmuziek. Hij is een van de meest gespeelde componisten in de Anglicaanse Kerk, naast zijn vriend en opvolger Charles Wood.

## Pianoconcerten
Stanford schreef zijn eerste pianoconcert in 1894. Hij heeft het stuk opgedragen aan de pianist Leonard Borwick, een oud-leerling van Clara Schumann. Borwick had al naam gemaakt met uitvoeringen van het Schumann concert en het eerste van Brahms. Ook gaf hij veel kamermuziek concerten met het Joachim Quartet.
Hans Richter voerde het concert voor het eerst uit in 1895. Op het programma stond ook werk van Wagner en de “Pathétique” van Tsjaikovski. Een heel ongelukkig samenstelling van het programma dat ten koste ging van het pianoconcert van Stanford. Het kwam over als een ‘vlag op een modderschuit’, waarbij Stanfords werk de modderschuit was. Later dat jaar voerde Stanford het zelf uit in Berlijn met de Berliner Philharmoniker. Het werd toen veel beter ontvangen. Het was toen een programma met alleen maar Britse muziek dus zonder zwaargewichten als Tsjaikovski en Wagner.
In 1897 werd het stuk verschillende malen uitgevoerd, telkens met Borwick als solist. Het werd een groot succes. Het eerste pianoconcert van Stanford is een elegant stuk met een lichte instrumentatie die in de verte wat doet denken aan Saint-Saëns, wiens muziek Stanford in 1893 met Saint-Saëns zelf aan de piano had uitgevoerd, namelijk de concertfantasie “Africa” voor piano en orkest.
Het eerste pianoconcert van Stanford is, tot grote spijt van de componist, nooit uitgegeven, het manuscript ligt nog steeds bij Boosey & Hawkes en door het grote succes van Stanford’s tweede concert werd het helemaal vergeten. Het werd voor het eerst opgenomen in 1995 door pianist Piers Lane in de serie The Romantic Piano Concerto van Hyperion.

## Lijst van composities (selectie)

### Orkestmuziek

#### Symfonieën
- 1875 Symfonie Nr. 1
- 1882 Symfonie Nr. 2 "Elegiac"
- 1887 Symfonie Nr. 3 "Irish", op. 28
- 1889 Symfonie Nr. 4, op. 31
- 1894 Symfonie Nr. 5 "L'allegro ed il penseroso", op. 56
- 1905 Symfonie Nr. 6 "In memorian George Frederic Watts", op. 94
- 1911 Symfonie Nr. 7, op. 124

#### Concerten voor instrumenten en orkest
- 1894 Concerto Nr. 1, voor piano en orkest, op. 59
- 1902 Concerto, voor klarinet en orkest, op. 80
- 1904 Concerto Nr. 1, voor viool en orkest, op. 74
- 1915 Concerto Nr. 2, voor piano en orkest, op. 126
- 1917 Sonata Nr. 2 "Eroica", voor orgel en orkest, op. 151
- 1918 Ballata and Ballabile, voor cello en orkest, op. 160
- 1918 Irish Concertino, voor viool, cello en orkest, op. 161
- 1918 Concerto Nr. 2, voor viool en orkest, op. 162
- 1919 Concerto Nr. 3, voor piano en orkest, op. 171
- 1921 Variations, voor viool en orkest, op. 180

#### Ouvertures
- 1870 Concert Ouverture
- 1877 Festival Ouverture
- 1888 Queen of the Seas, ouverture, Armada tercentenary
- 1904 Overture in the style of a Tragedy, op. 90

#### Rapsodieën
- 1901 Irish Rhapsody Nr. 1, op. 78
- 1903 Irish Rhapsody Nr. 2, op. 84
- 1915 Irish Rhapsody Nr. 3, voor cello en orkest, op. 137
- 1914 Irish Rhapsody Nr. 4, op. 141
- 1917 Irish Rhapsody Nr. 5, op. 147
- 1923 Irish Rhapsody Nr. 6, voor viool en orkest, op. 191

#### Andere concertante werken
- 1869 Rondo, voor cello en orkest
- 1882 Serenade, op. 18
- 1889 Suite, voor viool en orkest, op. 32
- 1895 Suite of ancient dances, op. 58
- 1903 Four Irish Dances, op. 89
- 1919 A song of Agincourt, op. 168

### Missen, Oratoria en Cantates
- 1875 The golden Legend, voor solisten, koor en orkest - tekst: naar Henry Wadsworth Longfellow
- 1877 God is our Hope and Strength, voor 4 solisten, koor en orkest, op. 8  - tekst: uit Psalm 46
- 1884 Elegiac Ode, voor solisten, koor en orkest, op. 21 - tekst: Walt Whitman
- 1885 The three Holy Children, voor solisten, koor en orkest, op. 22
- 1886 The Revenge: A Ballad of the Fleet, voor koor en orkest, op. 24 - tekst: van Alfred Tennyson
- 1887 Carmen saeculare, ode voor sopraan, koor en orkest, op. 26 - tekst: naar Alfred Tennyson
- 1887 O praise the Lord of Heaven, voor sopraan, koor en orkest, op. 27 - tekst: uit Psalm 150
- 1889 The voyage of Maeldune, voor solisten, koor en orkest, op. 34 - tekst: ballade naar Alfred Tennyson
- 1891 Eden, voor 6 solisten, koor en orkest, op. 40
- 1891 The Battle of the Baltic, voor koor en orkest, ballade, op. 41 - tekst: van T. Campbell
- 1893 Mass, voor 4 solisten, koor en orkest, op. 46
- 1895 The Bard, voor bas, koor en orkest, op. 50
- 1893 East to West, ode voor koor en orkest, op. 52 - tekst van Richard Swinburne
- 1896 Phaudrig Crohoore, ballade voor koor en orkest, op. 62 - tekst: van J. S. le Fanu
- 1897 Requiem, voor solisten, koor en orkest, op. 63
- 1898 Te Deum, voor solisten, koor en orkest, op. 66
- 1890 Our enemies have Fallen, voor koor en orkest, op. 68 - tekst: naar Alfred Tennyson
- 1900 Last Post, voor koor en orkest, op. 75
- 1903 The Lord of Might, voor koor en orkest, op. 83
- 1903 Songs of the Sea, voor bariton, mannenkoor en orkest, op. 91
- 1907 Stabat Mater, symfonische cantate, voor solisten, koor en orkest, op. 96
- 1907 Choric Ode, voor koor en orkest
- 1908 Ode to Wellington, voor sopraan, bariton, koor en orkest, op. 100 - tekst: naar Alfred Tennyson
- 1908 A welcome Song, voor koor en orkest, op. 107
- 1908 Ode to Discord, voor koor en orkest
- 1909 Ave atque vale, voor koor en orkest, op. 114
- 1910 Songs of the Fleet, voor bariton, koor en orkest, op. 117 - tekst: van Newbolt
- 1913 Fairy Day, 3 idyllen, voor vrouwenkoor en kamerorkest, op. 131 - tekst: van Allingham
- 1920 Merlin and the Gleam, voor bariton, koor en orkest, op. 172 - tekst: naar Alfred Tennyson
- 1921 At the Abbey Gate, voor bariton, koor en orkest, op. 177
- The Resurrection, , voor tenor, koor, orgel en orkest, op. 5 - tekst: naar Friedrich Gottlieb Klopstock

### Toneelmuziek

#### Opera's
| Voltooid in   | titel | aktes   | première | libretto                                                 |
| 1877 rev.1893 | The Veiled Prophet of Khorassan; Duitse titel: Der verschleierte Profet; rev. 1893 als Il Profeta Velato | 3 aktes | 6 februari 1881, Hannover, Hoftheater onder de Duitse titel; rev. versie: 26 juli 1893, Londen, Royal Opera House Covent Garden | William Barclay Squire, naar Thomas Moores «Lalla Rookh» |
| 1883          | Savonarola                                                                                               | 3 aktes | 18 april 1884, Hamburg, Stedelijk theater                                                                                       | Gilbert À. Beckett                                       |
| 1884          | The Canterbury Pilgrims                                                                                  |         | |                                                          |
| 1895          | Shamus O'Brien, op. 68                                                                                   | 2 aktes | 2 maart 1896, Londen, Opéra Comique                                                                                             | George H. Jessop, naar Joseph Sheridan «Le Fanu»         |
| 1897          | Christopher Patch of The barber of Bath, op. 69                                                          |         | |                                                          |
| 1900          | Much Ado About Nothing of The Marriage of a Hero, op. 76a                                                | 4 aktes | 30 mei 1901, Londen, Royal Opera House Covent Garden                                                                            | Julian R. Sturgis, naar William Shakespeare              |
| 1915          | The Critic of An Opera Rehearsed, op. 144                                                                | 2 aktes | 14 januari 1916, Londen, Shaftesbury Theatre                                                                                    | Lewis Carins James, naar Richard Brinsley Sheridan       |
| 1916          | The Travelling Companion, op. 146                                                                        | 4 aktes | 30 april 1925, Liverpool, David Lewis Theatre                                                                                   | Henry Newbolt, naar Hans Christian Andersen              |

#### Toneelmuziek
- 1876 Queen Mary, op. 6, toneelmuziek, naar Tennyson
- 1885 The Eumenides, op. 23, toneelmuziek naar Aeschylus)
- 1887 Oedipus tyrannus, op. 29, toneelmuziek naar Sophocles) - première: 22 november 1887, Cambridge, Theatre Royal
- 1892 Becket, op. 48, toneelmuziek, Alfred Tennyson - première: 6 februari 1893, Londen, Lyceum Theatre
- 1894 Lorenza, op. 55
- 1907 Athalia the Hun, op. 102 (toneelmuziek)
- 1912 Drake, op. 130 (toneelmuziek)
- The Spanish Student toneelmuziek

## Registraties
Van alle symfonieën zijn goede opnames verschenen op het Engelse muzieklabel Chandos. De Ierse rapsodieën zijn daaraan gekoppeld. Ook verschenen op dit label twee werken voor piano en orkest en het Stabat Mater.
Het Engels muzieklabel Hyperion heeft een uitstekende opname van Stanfords vioolconcert en eerste pianoconcert in de catalogus.